# Cucullia argentilinea
Cucullia argentilinea là một loài bướm đêm trong họ Noctuidae.